# Wrexham Football Club 1979-1980
Questa voce raccoglie le informazioni riguardanti il Wrexham Football Club nelle competizioni ufficiali della stagione 1979-1980.

## Stagione
La squadra partecipa al campionato di seconda serie concluso al 16º posto.
La squadra partecipa anche alla Coppa delle Coppe uscendo al primo turno per mano dei tedeschi orientali del Magdeburgo.

## Rosa
| N. |                        | Ruolo | Calciatore            |
| -- | ---------------------- | ----- | --------------------- |
|    | Galles (bandiera)      | P     | Dai Davies            |
|    | Galles (bandiera)      | P     | Eddie Niedzwiecki     |
|    | Galles (bandiera)      | D     | Wayne Cegielski       |
|    | Inghilterra (bandiera) | D     | Terry Darracott       |
|    | Galles (bandiera)      | D     | Gareth Davies         |
|    | Inghilterra (bandiera) | D     | Alan Dwyer            |
|    | Inghilterra (bandiera) | D     | Alan Hill             |
|    | Galles (bandiera)      | D     | Frank Jones           |
|    | Galles (bandiera)      | D     | Joey Jones            |
|    | Galles (bandiera)      | D     | John Griffith Roberts |
|    | Inghilterra (bandiera) | C     | Frank Carrodus        |

| N. |                        | Ruolo | Calciatore            |
| -- | ---------------------- | ----- | --------------------- |
|    | Galles (bandiera)      | C     | Leslie Cartwright     |
|    | Inghilterra (bandiera) | C     | Melvyn Sutton         |
|    | Inghilterra (bandiera) | A     | Steve Buxton          |
|    | Galles (bandiera)      | A     | Robert Edwards        |
|    | Inghilterra (bandiera) | A     | Stephen Fox           |
|    | Inghilterra (bandiera) | A     | Dixie McNeil          |
|    | Galles (bandiera)      | A     | Bruce Urquhart        |
|    | Inghilterra (bandiera) | A     | Michael Vinter        |
|    | Inghilterra (bandiera) | A     | Graham Whittle        |
|    | Galles (bandiera)      | A     | Peter Wesley Williams |